# De Boer (plaats)
De Boer is een buurtschap  in de gemeente Land van Cuijk in de Nederlandse provincie Noord-Brabant. Het ligt tussen de dorpen Mill en Wanroij, ten oosten van De Hoef.